# Olof Hermelin (Maler)

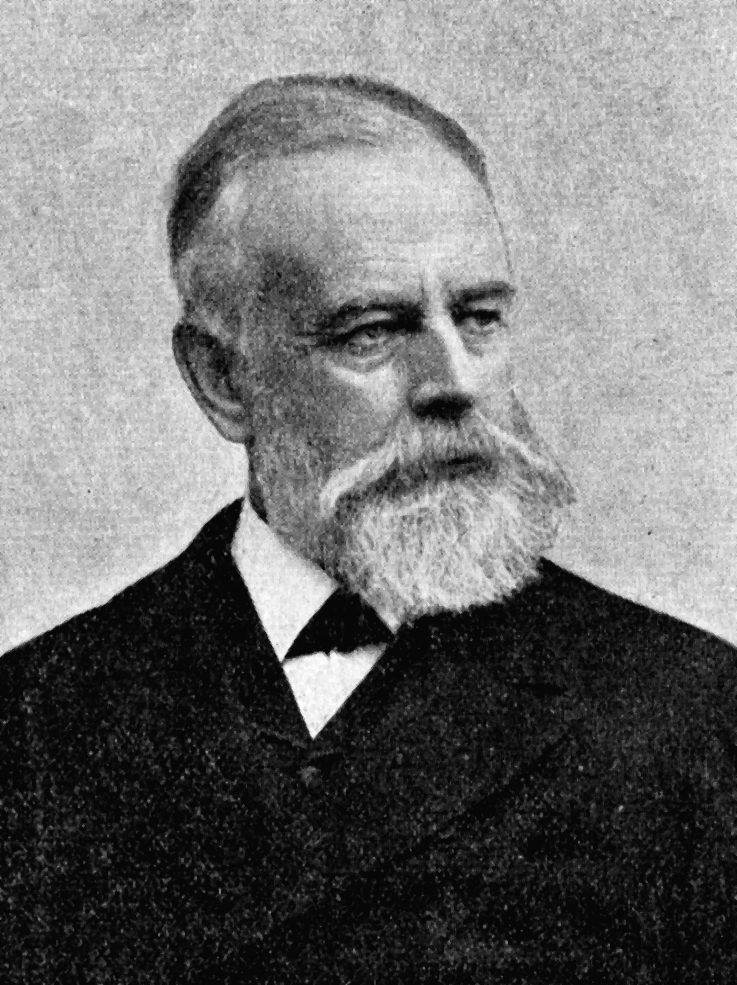
Olof Hermelin, Foto um 1898

Olof Hermelin (* 8. Februar 1827 auf Schloss Gripenberg im Kirchspiel Säby bei Tranås, Småland, Schweden; † 3. Dezember 1913 in Stocksund, heute Danderyd, bei Stockholm) war ein schwedischer Landschaftsmaler, Gelehrter und Schriftsteller.

## Leben

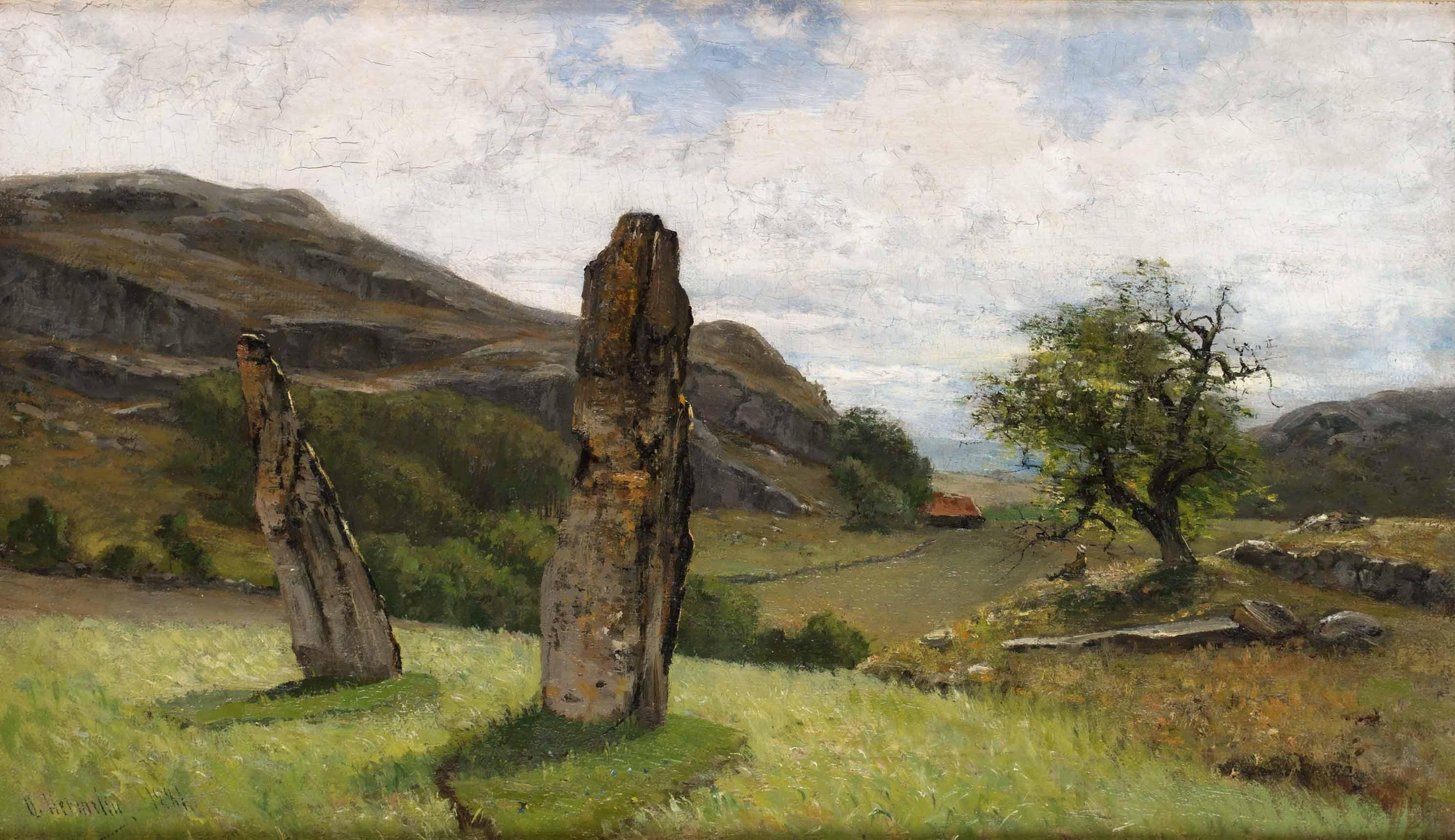
Menhire in Bohuslän, 1881

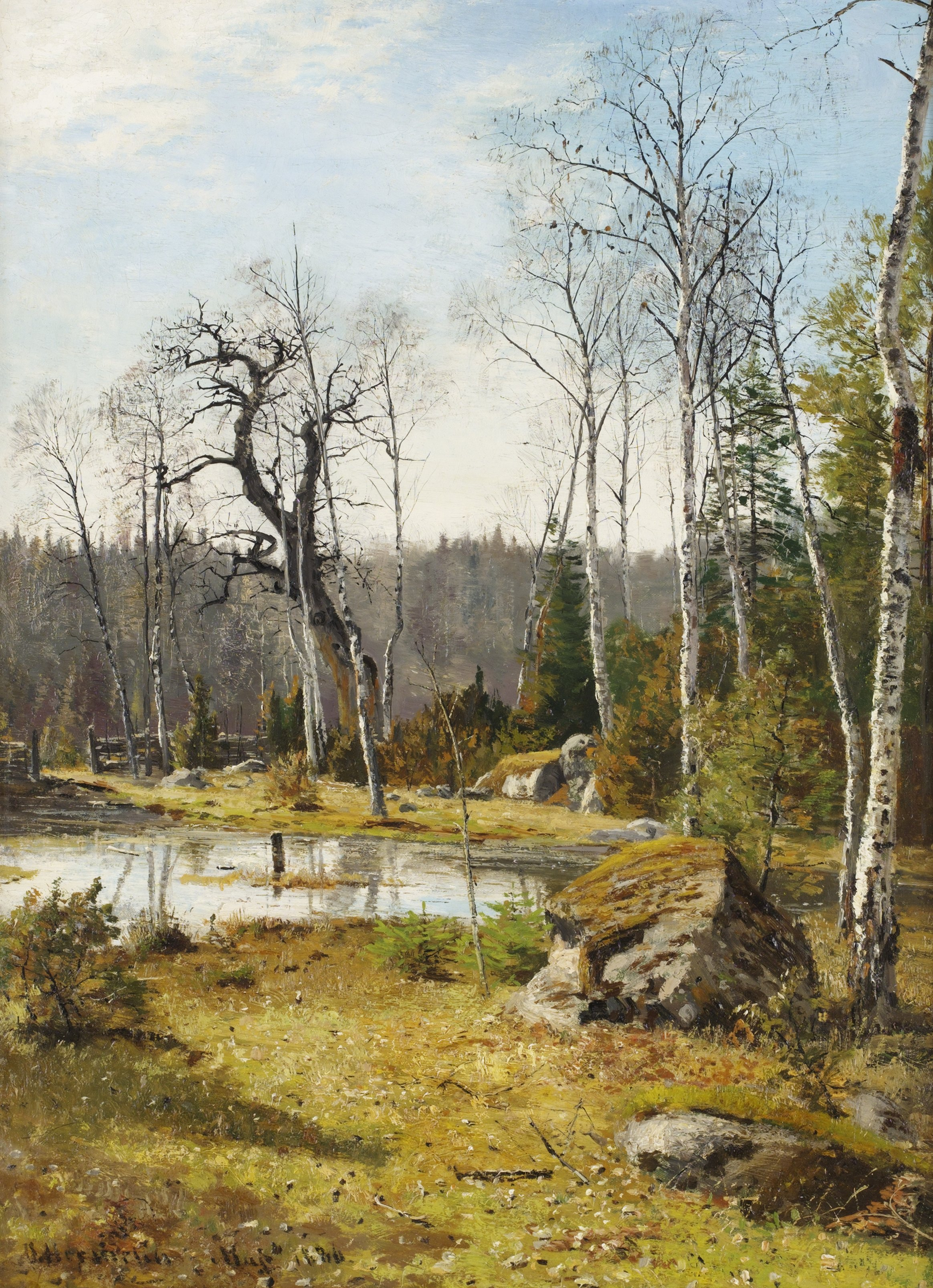
Vårlandskap, 1886

Hermelin war ein Sohn des schwedischen Freiherrn und Kammerherrn August Söderling Hermelin (1794–1865) und dessen Ehefrau Ebba Sofia Ribbing (1790–1883), ein Enkel des schwedischen Kartografen Samuel Gustaf Hermelin und ein Ururenkel des schwedischen Reichshistoriografen Olof Hermelin. Als schwedischer Adeliger beschritt er parallel zu akademischen Ausbildungen zunächst die für seinen Stand übliche Militärkarriere. Bereits während der Schulzeit besuchte er Kurse an der Kunstakademie Stockholm. Außerdem ließ er sich von dem Maler Tore Billing (1816–1892) in der Landschaftsmalerei unterweisen. Er studierte an der Universität Uppsala und an der Militärschule in Stockholm. 1848 bekleidete er im Feldregiment Västgöta-Dals den Rang eines Unterleutnants, zwei Jahre später den eines Leutnants. Danach quittierte er den aktiven Militärdienst, zog auf den Familiensitz Österby in Råby-Rekarne, Södermanland, und widmete sich der Landschaftsmalerei. 1852 heiratete er Malen (Malene) Lucie Liljenstolpe (* 1827). Das Paar hatte drei Söhne, darunter den Landschaftsmaler Olof Tryggwe Hermelin (1856–1951), und zwei Töchter.
1870 unternahm Hermelin eine Studienreise nach Kopenhagen und nach Düsseldorf, wo Ende der 1850er Jahre Sofie Ribbing studiert hatte, die Nichte seiner Mutter, sowie nach Paris. Von dort reiste er durch Belgien und die Niederlande. 1873 besuchte er erneut die Kunstzentren Düsseldorf und Paris, ferner London. 1871 nahm ihn die Kunstakademie Stockholm als Agré auf. 1876 fungierte er als Kommissar der schwedischen Kunstabteilung auf der Centennial Exhibition in Philadelphia. 1885 schloss er sich der künstlerischen Reformbewegung Opponenterna an.
Neben der Malerei, die von der Düsseldorfer Schule und der Schule von Barbizon beeinflusst war, betätigte er sich als Schriftsteller, insbesondere über Themen der Kunst. In Zeitschriften und Magazinen veröffentlichte er außerdem Kurzgeschichten und Artikel über Archäologie, etwa über eine eigene Grabung in Birka.